# Новочечкабское сельское поселение
Новочечкабское се́льское поселе́ние — муниципальное образование в Буинском районе Татарстана Российской Федерации.
Административный центр — село Новые Чечкабы.

## История
Статус и границы сельского поселения установлены Законом Республики Татарстан от 31 января 2005 года № 17-ЗРТ «Об установлении границ территорий и статусе муниципального образования "Буинский муниципальный район" и муниципальных образований в его составе».

## Население
| 2010 | 2011 | 2012 | 2013 | 2014 | 2015 | 2016 |
| ---- | ---- | ---- | ---- | ---- | ---- | ---- |
| 939  | ↘934 | ↘921 | ↘898 | ↘882 | ↘849 | ↘823 |
| 2017 | 2018 |      |      |      |      |      |
| ↘796 | ↘777 |      |      |      |      |      |

## Состав сельского поселения
| № | Населённый пункт | Тип населённого пункта       | Население |
| - | ---------------- | ---------------------------- | --------- |
| 1 | Ахмаметьево      | деревня                      |           |
| 2 | Кыр-Тавгильдино  | деревня                      |           |
| 3 | Мамоткозино      | деревня                      |           |
| 4 | Новые Чечкабы    | село, административный центр |           |